# Heinrich Jost

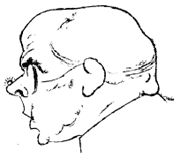
Heinrich Jost

Heinrich Jost (* 13. Oktober 1889 in Magdeburg; † 25. September 1948 in Frankfurt am Main) war ein deutscher Grafikdesigner, Typograf und Schriftentwerfer.

## Leben und Wirken

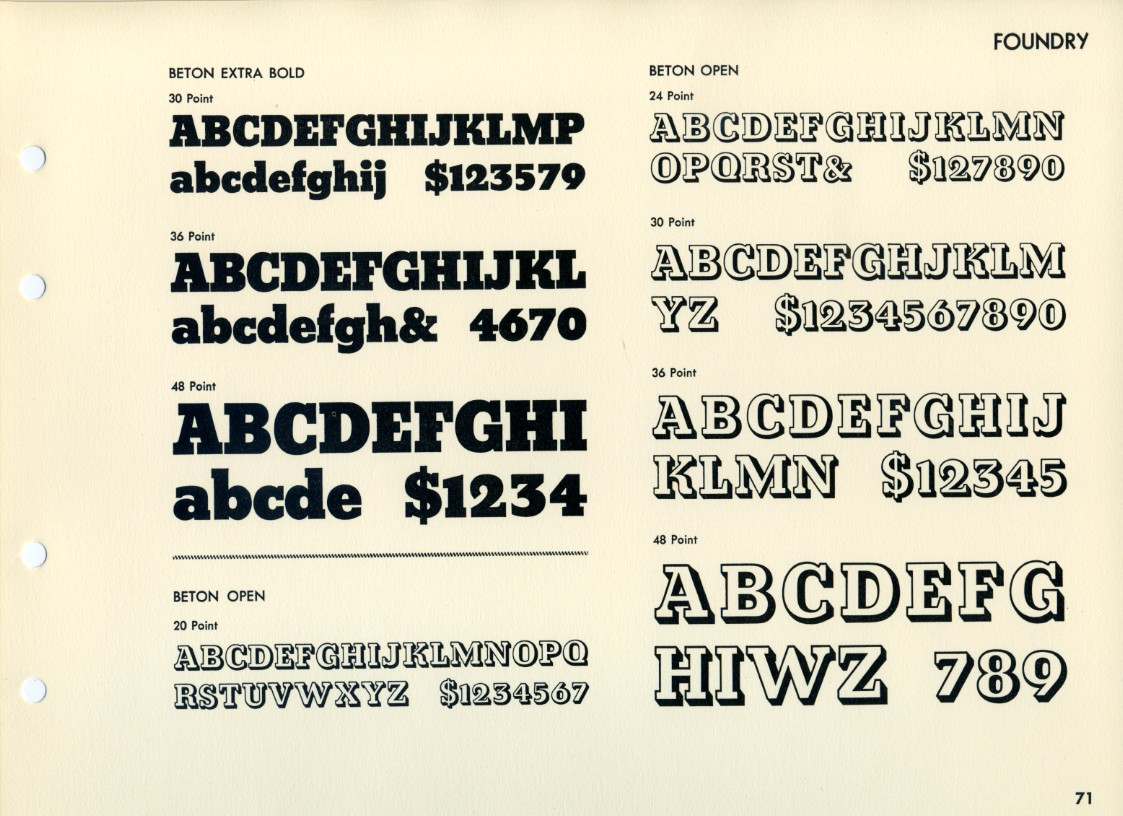
Schriftprobe Beton, 1930–1936

Heinrich Jost absolvierte eine vierjährige Buchhändlerlehre und besuchte gleichzeitig die Kunstgewerbe- und Handwerkerschule Magdeburg. 1908 übersiedelte er nach München und besuchte 1911 Abendkurse an der dortigen Kunstgewerbeschule bei Paul Renner und Emil Preetorius.
Nach dem Ersten Weltkrieg war er als Grafiker und Buchgestalter in München tätig. Heinrich Jost war typografischer Gestalter bei den Münchner Neuesten Nachrichten und in den Jahren 1923 bis 1948 künstlerischer Leiter der Bauerschen Gießerei in Frankfurt am Main.
Zu seinen bekannten Schriftentwürfen gehören Atrax (1926), Bauer Bodoni (1926), Aeterna (1927), Jost Mediaeval (1927), Beton (1930–1936), Hessen Fraktur (1938), Georg-Hartmann Kursiv (1948).